# Дитиничі
Дити́ничі — село в Україні, у Тараканівській сільській громаді Дубенського району Рівненської області. Населення становить 487 осіб.

## Географія
Село розташоване на правому березі річки Ікви.

## Населення

### Мова
Розподіл населення за рідною мовою за даними перепису 2001 року:
| Мова       | Кількість | Відсоток |
| ---------- | --------- | -------- |
| українська | 488       | 99.8%    |
| румунська  | 1         | 0.2%     |
| Усього     | 489       | 100%     |

## Історія
У 1906 році село Судобицької волості Дубенського повіту Волинської губернії. Відстань від повітового міста 10 верст, від волості 5. Дворів 64, мешканців 398.
7 (20) листопада 1917 року, відповідно до Третього Універсалу Української Центральної Ради, увійшло до складу Української Народної Республіки.

## Персоналії села
- Ліщук Ганна Юхимівна — новатор сільськогосподарського виробництва, ланкова колгоспу імені Кірова Вербського (тепер — Дубенського) району Рівненської області. Депутат Верховної Ради УРСР 5-го скликання.

### Учасники Другої світової війни
- Бондарчук Харитон Данилович народився 12 серпня 1902 року в селі Дитиничі. Мобілізований в 1942 році, воював в Уфі(?), Башкирія. Нагороджений медаллю «За перемогу над Німеччиною». Помер 26 грудня 1984 року.
- Сало Кіндрат Іларіонович народився 13 березня 1928 року. Участь у війні розпочав в партизанському загоні ім. «Молотова», де перебував з грудня 1942 року по 7 січня 1944 року. Згодом продовжив службу в 61 стрілецькому полку. Звільнений в запас 11 червня 1945 року, згідно довідки про хворобу. Нагороджений медалями «За мужність», «За перемогу над Німеччиною», «Георгій Жуков», «Захиснику Вітчизни». Помер Кіндрат Іларіонович 24 вересня 2008 року.
- Томчук Іван Олексійович народився 17 квітня 1920 року. Мобілізований в 1943 році, воював у Будапешті, дійшов до Берліна. Розвідник. Нагороджений двома «Орденами Слави». Помер 31 березня 2011 року.
- Бабійчук Олексій Васильович народився 30 березня 1923 року. Мобілізований в 1943 році. Визволяв територію Праги, був важко поранений в ногу. Нагороджений медаллю « За мужність», Орденом Вітчизняної війни ІІ ступеня. Помер 11 квітня 2001 року.

## Новітня історія
11 червня 1992 року Свято-Успенська парафія села Дитиничі перейшла в юрисдикцію Української Православної Церкви Київського Патріархату.
12 червня 2020 року, відповідно до розпорядження Кабінету Міністрів України № 722-р від «Про визначення адміністративних центрів та затвердження територій територіальних громад Рівненської області», увійшло до складу Тараканівської сільської громади.
19 липня 2020 року, в результаті адміністративно-територіальної реформи та ліквідації  Дубенського (1939—2020) району, село увійшло до складу новоутвореного Дубенського району.
Дорога, ділянка від траси до церкви, потребує капітального ремонту.